# Trigonopeplus binominis
Trigonopeplus binominis là một loài bọ cánh cứng trong họ Cerambycidae.